# Штат США

Карта Соединенных Штатов, с названиями штатов.

Штат США (англ. U.S. state) — одна из 50 административно-политических и территориальных единиц, чей суверенитет делится с федеральным правительством Соединённых Штатов Америки. 
Из-за разделения суверенитета между североамериканским штатом и федеральным правительством США американец является гражданином одновременно как федеративной республики, так и штата его проживания. Для добровольного перемещения между штатами не требуется разрешения, тогда как экстрадиция из одного штата в другой требует корректной процедуры (иногда проблематичной). При этом по Конституции США гражданам каждого штата  предоставляются все привилегии и льготы граждан других штатов. Четыре штата используют термин «содружество» вместо «штат» в своих полных официальных названиях. Особой административно-политической и территориальной единицей является Округ Колумбия.

## История
Первоначальными штатами США были Тринадцать колоний, провозгласивших себя Соединёнными Штатами Америки в Декларации независимости США 1776 года.

Рост территории США с 1810 года по 1920 год.

Динамика получения территориями статуса штата

В 1791 году штатом Вермонт стала республика Вермонт, образованная на спорных территориях между провинциями Нью-Йорк и Нью-Гэмпшир, а также провинцией Квебек. В 1792 году штатом Кентукки стала отделившаяся часть Виргинии.
После этого началось образование штатов на новых территориях.
В 1790 году из земли к югу от границы Кентукки были образованы Юго-Западные территории. Из них в 1796 году был выделен штат Теннесси, а на землях, находящихся южнее, была образована Территория Миссисипи. Из неё в 1817—19 годах были образованы штаты Миссисипи и Алабама.
Под контроль США по Парижскому мирному договору 1783 года была передана Северо-западная территория. По мере её освоения из неё были выделены штаты Огайо (1803 год), Индиана (1816 год), Иллинойс (1818 год), Мичиган (1837 год), Висконсин (1848 год).
Луизианская покупка, по которой в 1803 году США получили право на огромную территорию вдоль долины Миссисипи, на которой сейчас располагается более десяти штатов, была преобразована в организованную инкорпорированную территорию Луизиана. Находящаяся южнее неё Орлеанская территория 4 июня 1812 года вошла в состав США как штат Луизиана, а территория Луизиана со столицей в Сент-Луисе во избежание путаницы была преобразована в территорию Миссури. В 1819 году часть территории Миссури южнее параллели 36°30' была отделена под новую Территорию Арканзас, а юго-восточная часть территории в 1821 году стала штатом Миссури. Территория Арканзас стала штатом Арканзас в 1836 году. В 1838 году из части Луизианской покупки была выделена Территория Айова. В 1846 году юго-восточная часть этой территории стала штатом Айова. После образования штата Айова в 1846 году остальная часть Территории Айова стала неорганизованной территорией, которая в 1849 году стала Территорией Миннесота. В 1858 году восточная часть этой территории стала штатом Миннесота.
В 1820 году от Массачусетса выделился штат Мэн.
Флорида, территория которой была передана США в 1819 году по договору Адамса — Ониса, стала штатом в 1845 году.
В 1845 году штатом Техас стала Республика Техас, отделившаяся от Мексики.
После заключения Орегонского договора 1846 года в 1848 году была создана Территория Орегон, из которой были образованы штаты Орегон (1859 год), Вашингтон (1889 год), Монтана (1889 год) и Айдахо (1890 год).
В 1850 году штатом стала Калифорния, приобретённая США после американо-мексиканской войны 1846-48 годов. Другие земли, полученные в результате этой войны, вошли в состав образованной в 1850 году Территории Юта и Территории Нью-Мексико. Из Территории Юта в 1861 году была выделена Территория Невада, ставшая в 1864 году штатом Невада, в 1868 году — Территория Вайоминг, ставшая в 1890 году штатом Вайоминг, а оставшаяся часть в 1896 году стала штатом Юта. В 1853 году Территория Нью-Мексико была расширена за счёт покупки Гадсдена, в 1863 году из части Территории Нью-Мексико была образована Территория Аризона. В 1912 году территории Нью-Мексико и Аризона были преобразованы в штаты Нью-Мексико и Аризона.
В 1854 году был принят закон Канзас-Небраска, который открывал земли западнее Миссисипи и в северной части США для заселения и образовывал там Территорию Канзас и Территорию Небраска. В 1861 году из Территории Канзас был образован штат Канзас, а её западная часть была выделена в отдельную Территорию Колорадо, которая в 1876 году стала штатом Колорадо. В 1867 году Территория Небраска стала штатом Небраска.
После получения Миннесотой статуса штата в 1858 году земли между западной границей нового штата и рекой Миссури остались неорганизованными. В 1861 году из них была создана Территория Дакота.
В 1863 году из Виргинии выделился штат Западная Виргиния.
В 1889 году из Территории Дакота были образованы штаты Северная Дакота и Южная Дакота.
Принятый в 1834 году «Закон об отношениях с индейцами» создал Индейскую территорию, где белым переселенцам было запрещено поселяться или приобретать землю. В 1890 году западная часть Индейской территории была выделена в отдельную Территорию Оклахома. В 1907 году из неё и оставшейся части Индейской территории был образован штат Оклахома.
В 1959 году штатами стали Аляска и Гавайи.

## Государственное устройство штатов
Законодательную власть в штатах осуществляют законодательные собрания (легислатуры), которые во всех штатах, за исключением Небраски, состоят из двух палат. Нижние палаты называются палатами представителей (или делегатов) и ассамблеями (в разных штатах они насчитывают от 35 до 400 членов), а верхние — сенатами (от 17 до 65 членов).
Исполнительную власть в штатах возглавляют губернаторы, избираемые чаще всего прямыми выборами на два или на четыре года. В 29 штатах одно и то же лицо вправе занимать должность губернатора не более двух сроков. В большинстве штатов вместе с губернатором избирается лейтенант-губернатор, который председательствует в сенате и замещает должность губернатора в случае, если он оказывается вакантным. В отличие от федерального уровня, где президент и вице-президент принадлежат к одной политической партии, губернатор и лейтенант-губернатор могут принадлежать к разным политическим партиям. Однако в настоящее время увеличивается количество штатов, обязывающих губернатора и лейтенант-губернатора принадлежать к одной партии. Во всех штатах, кроме Орегона, губернатор может быть смещен законодательным собранием в порядке импичмента, а в 12 штатах допускается досрочный отзыв губернатора голосованием избирателей. Губернатор является главнокомандующим вооружённых сил — национальной гвардией штата (пока президент США как Верховный главнокомандующий не призовет её на службу Соединенных Штатов), осуществляет связь с федеральной исполнительной властью, обладает правом помилования, представляет штат на торжественных церемониях.
Непосредственно населением штата, за исключением Аляски и Нью-Джерси, кроме губернатора и лейтенант-губернатора обычно избираются и некоторые другие должностные лица штата (казначей, атторней, секретарь и другие).
Каждый штат имеет собственную судебную систему, во главе которой стоит верховный (высший) суд штата. Судьи могут избираться населением, назначаться губернатором или легислатурой штата, муниципальными властями, а также председателями вышестоящих судов.

## Полномочия штатов
Десятая поправка к Конституции США, принятая в 1791 году, гласит: Полномочия, не предоставленные настоящей Конституцией Соединенным Штатам и пользование которыми не возбранено отдельным штатам, остаются за штатами или народом.
Штаты сохраняют за собой право на регулирование вопросов собственности и обязательственного права, брака и развода, здравоохранения и социального обеспечения, профессиональной деятельности, уголовного права, а также многих других вопросов.
Между законодательствами штатов существует множество различий, включая правила, регулирующие приговоры суда, в том числе и смертные, заключение брака и развода, покупку и употребление алкоголя, условия приобретения и ношения оружия, порядок голосования на выборах и так далее.
На протяжении истории США происходил неуклонный рост полномочий федеральных властей по различным вопросам. При этом постоянно шла борьба между сторонниками централизации и защитниками прав штатов. Ещё в конце XVIII века происходило противостояние между федералистами, лидером которых был А. Гамильтон, выступивший первым пропагандистом доктрины подразумеваемых полномочий федеральных властей, и республиканцами, или демократами (антифедералистами), лидером которых был Т. Джефферсон. Республиканцы выступали за «узкое» толкование Конституции США, за первичность прав не федерации, а штатов, которые, как они полагали, воплощали права народа. В середине XIX века конфликт между сторонниками централизации и защитниками прав штатов особенно проявился по вопросу о рабовладении, что привело к Гражданской войне в США. В конце XIX века развитие экономики потребовало усиления её регулирования на федеральном уровне на основании предоставленного Конституцией США Конгрессу США права регулировать междуштатную торговлю. Новый курс Рузвельта в 1930-е годы привёл к ещё большему увеличению полномочий федеральных властей.
Однако централизация с конца 1970-х годов приостановилась. Если в 1960-е годы соотношение занятых на федеральной службе, с одной стороны, и работающих по найму штатов или муниципалитетов — с другой, было примерно равным, то в 1970-е и 1980-е годы штаты и местные самоуправления опережали федерацию по данному показателю в 2,5 раза, а в 1990-е годы — в 4 раза.
Неравномерность развития экономики штатов приводит к тому, что многие из них существенно зависят от финансовой помощи из федерального бюджета США. Такая помощь сопровождается всяческими условиями и оговорками, что даёт федеральным властям возможность влиять на политику штатов.